# كيت غراهام
كيت غراهام (من مواليد 11 نوفمبر 1995) هي لاعبة كرة قدم تلعب في المركز الأمامي لتوتنهام هوتسبير في دوري كرة القدم الممتاز . وسبق لها أن لعبت مع تشارلتون أثليتيك .

## المسيرة المهنية

### تشارلتون أثليتيك
لعبت جراهام مع تشارلتون أثليتيك من سن 9 إلى 23 وسجلت أكثر من 200 هدف. خلال موسم 2017–18 من دوري الجنوب الإنجليزي الممتاز للسيدات، احتلت أهدافها الـ 47 المرتبة الأولى في الدوري حيث قادت الفريق لكسب الترقية إلى بطولة الاتحاد للسيدات 2018-2019 .  خلال 2018-2019 ، سجلت 16 هدفًا في 19 مباراة. تم تسميتها لاحقًا أفضل لاعب للعام. 

### توتنهام هوتسبر
وقعت غراهام مع توتنهام هوتسبر في أغسطس 2019.   أحرزت هدفين ضد بريستول سيتي في 27 أكتوبر مما أدى بتوتنهام للفوز بنتيجة 2-0.  تم ترشيحها لأفضل لاعب في PFA لشهر أكتوبر.  وقعت غراهام عقدًا جديدًا مع توتنهام حتى عام 2021 في 8 يناير 2020. 

## روابط خارجية
- كيت غراهام على موقع قاعدة بيانات كرة القدم.إي يو (الإنجليزية)
- كيت غراهام على موقع Soccerway.com (الإنجليزية)

- كيت غراهام  على سكروي
- kitgraham على تويتر.